# 15093 Lestermackey
15093 Lestermackey è un asteroide della fascia principale. Scoperto nel 1999, presenta un'orbita caratterizzata da un semiasse maggiore pari a 2,3285566 UA e da un'eccentricità di 0,1592553, inclinata di 3,29901° rispetto all'eclittica.